# Utopia (marketplace)
Pour les articles homonymes, voir Utopia (homonymie).
Utopia était une place de marché de l'économie souterraine opérant sur le darknet. Similaire à Silk Road, elle facilitait la vente d'articles illégaux tels que des stupéfiants, des armes à feu, des informations sur les comptes bancaires volés et des documents d'identité falsifiés. Utopia était basé sur Black Market Reloaded et a des liens avec lui,. Il a été lancé le 3 février 2014 seulement pour être fermé par la police néerlandaise 8 jours plus tard. Les agents infiltrés étaient en mesure d'acheter de grandes quantités d'ecstasy (MDMA) et cocaine. 900 Bitcoin (valant alors environ 363 000 £) ont été saisis.

### Traduction
- (en) Cet article est partiellement ou en totalité issu de l’article de Wikipédia en anglais intitulé « Utopia (marketplace) » (voir la liste des auteurs).